# Чоловіча статева система
Чоловіча статева система складається із численних статевих органів, які є частиною людського репродуктивного процесу. Статеві органи поділяють на внутрішні та зовнішні.

## Зовнішні чоловічі статеві органи

### Статевий член
Статевий член (також пеніс, фалос) — чутливий зовнішній статевий орган чоловіка. Служить задля виведення сечі із сечового міхура, статевих відносин, постачання сперми (еякуляту) задля продовження роду.
Розрізняють корінь (основа), тіло (стовбур) і головку статевого члена. Стовбур утворений двома печеристими та губчастими тілами, що містять велику кількість заглиблень (лакун), які легко заповнюються кров'ю. Губчасте тіло на кінці статевого члена закінчується конусоподібним потовщенням — головкою статевого члена. Край головки, покриваючи кінці печеристих тіл, зростається з ними, утворюючи потовщення (віночок) по колу, за яким розташовується вінцева борозна. Головка покрита тонкою ніжною шкірою (крайня плоть) з великою кількістю залозок, що виробляють смегму.
На головці статевого члена є велика кількість нервових закінчень, що робить її найчутливішою при дотику. Високу чутливість має також стовбур статевого члена, особливо його нижня зона в районі 2-3 см від голівки. Стимуляція статевого члена призводить до посилення ерекції. На верхній частині головки є отвір — це вихід уретри, через який здійснюється як сечовипускання, так і викид сперми.
Зовнішній вигляд статевого члена, як і інших частин тіла людини, дуже індивідуальний. Прямий статевий член буває рідко, часто статевий член у спокійному стані здається прямим, але при ерекції викривляється.
Розміри статевого члена дорослого чоловіка в середньому в спокої складають 5-10 см, в стані ерекції — 14-16 см, тобто приблизно відповідають розмірам піхви жінки. Часто при ерекції короткий статевий член пропорційно збільшується більше, ніж довгий. Форма статевого члена під час ерекції і кут нахилу індивідуальні. Ерегований член довжиною 16-18 см вважається великим, а 18-20 см і більше — велетенським. Діаметр такого статевого члена, як правило, не перевищує 3-4 см.
Середня довжина статевого члена при народженні становить від 2,4 до 5,5 см, на початку статевого дозрівання — 6 см, досягнення дорослого розміру відбувається протягом наступних років, до 17 років статевий член росте активно, до 25 років — незначно.
При статевому збудженні член збільшується в об'ємі в 2-8 разів, стаючи досить твердим. Підтримання ерекції забезпечується зменшенням венозного відтоку, якому сприяють скорочення особливих м'язів, які розташовуються біля кореня статевого члена. По закінченні збудження м'язи розслабляються і кров, що заповнювала статевий орган, легко відтікає, після чого він зменшується до звичайних розмірів і стає м'яким. Головка члена при ерекції завжди залишається менш пружною і більш еластичною у порівнянні з його тілом, що запобігає травматизації жіночих статевих органів.
У передньому відділі тіла статевого члена шкіра утворює шкірну складку — крайню плоть, яка повністю або частково покриває голівку. Крайня плоть, якщо вона повністю покриває голівку, зазвичай легко зрушується назад, оголюючи її. На задній поверхні статевого члена крайня плоть з'єднується з голівкою поздовжньою складкою, званою вуздечкою. Між головкою статевого члена і крайньою плоттю є щілиноподібна порожнина, що остаточно формується до дворічного віку дитини. У препуціальному мішку зазвичай скупчується смегма.
З віком на шкірі тіла статевого члена стають помітними волосяні цибулини, а надалі й невелика кількість волосся. Іноді волосяні мішечки зі збільшеними сальними залозами сприймаються підлітками як «прищі».

### Смегма
Смегма (препуціальне змащення) — це секрет залоз крайньої плоті, що скупчується під її внутрішнім листком та у вінцевій борозні статевого члена. Основні компоненти — жири і мікобактерії. Свіжі виділення мають білий колір і рівномірно розподілені на поверхні головки, через деякий час вони набувають жовтуватий або зеленуватий відтінок. Смегма виконує роль мастила, що покриває головку і зменшує тертя об неї крайньої плоті. Смегмовиділення збільшується в період найбільшої статевої активності (18 — 25 років) і практично відсутня в похилому віці.
Тривалий застій смегми в препуціальному мішку при фімозі, порушеннях правил особистої гігієни сприяє розвитку запальних і передракових захворювань статевого члена. Для профілактики необхідно запобігати застою смегми, починаючи з раннього дитячого віку, дотримуватися правил гігієни статевих органів. Смегму, як і інші речовини, варто щодня вимивати. Щоденне ретельне підмивання — абсолютна необхідність. Це правило поширюється також на чоловіків, які зазнали обрізання — у них смегма може накопичуватися в складках вуздечки, якщо вона збереглася, і вінцевої борозни.
Зазвичай неприємності від смегми, що накопичується, бувають у підлітків, якщо вони зневажливо ставляться до правил гігієни. Вони називають смегму «змащенням» і видаляють її брудними руками, коли вона твердне. В юності саме недотримання правил гігієни є найпоширенішою причиною інфекційних захворювань статевих органів. При правильному догляді смегма не становить небезпеки для здоров'я.

### Калитка
Калитка — шкірно-м'язовий орган, у порожнині якого розташовані яєчка, придатки і початковий відділ сім'яного канатика, розділені між собою перегородкою, якій зовні відповідає ембріональний шов. Шов може бути добре помітний або, навпаки, майже невидимим. На здоров'я це ніяк не впливає.
Шкіра мошонки пігментована, вкрита рідким волоссям, містить велику кількість потових і сальних залоз, секрет яких має специфічний запах. Розміщення яєчок у мошонці дозволяє створювати для них температуру нижче, ніж усередині тіла. Оптимальною температурою вважається 34-34,5°С. Температура підтримується внаслідок того, що мошонка опускається нижче в теплих умовах і підтягується до тіла в холодних. Мошонка також є органом статевого відчуття чоловіків (ерогенна зона).

## Еякуляція

### Сперма
Сперма (сім'яна рідина, еякулят) — суміш, що виділяється під час еякуляції продуктів секреції чоловічих статевих органів: яєчок і їхніх придатків, передміхурової залози, сім'яних пухирців, уретри. Сперма складається з двох окремих частин: сім'яної плазми — в основному утворюється з секреції передміхурової залози, виділень яєчок, їхніх придатків і проток сім'яної залози, і з формених елементів (сперматозоїдів або первинних статевих клітин яєчок):
- Рідина з сім'яних пухирців (65 %)
- Рідина з простати (30 %)
- Сперматозоїди (5 %).

Сперма дорослого чоловіка являє собою липко-в'язку слизоподібними неоднорідну і непрозору рідину з характерним запахом. Смак сперми, так само як і запах, визначається характером харчування і зазвичай злегка солодко-солоний з кислим або гірким присмаком. При частих еякуляціях сперма стає менш солодкою і посилюється присмак гіркоти. Протягом 20-30 секунд сперма розріджується, стає однорідною, в'язкою і має непрозорий біло-сірий колір.
Кількість її індивідуальна і може коливатися від 1-2 до 10 мл і більше. Кількість сперми може коливатися в залежності від віку, стану здоров'я, кількості випитої рідини, від частоти еякуляцій тощо. Чим частіше відбуваються статеві акти або мастурбація, тим менше обсяг кожної наступної порції еякуляту. Великий обсяг сперми не означає її вищу здатність запліднення. Середній обсяг сперми, за умови, що еякуляція відбувається з триденними перервами, становить від 3 до 5 мл.
Запліднювальну здатність сперми характеризує кількість сперматозоїдів в 1 мл сперми, яке в нормі становить 60-120 млн. При цьому рухливі сперматозоїди повинні становити не менше 70 % від їхньої загальної кількості, нижньою межею норми (за даними ВООЗ) заведено вважати не менше 20 млн сперматозоїдів в 1 мл.

## Передміхурова залоза (простата)
Простата є залозистим органом, що відповідає за формування сім'яної рідини. У похилому віці нерідко спостерігаються її патологічне розростання (аденома передміхурової залози), що може здавлювати простатичну частину уретри й небезпечно ускладнювати сечовипускання, а також запалення передміхурової залози (простатит). Після простати уретра продовжується всередині чоловічого статевого члена і закінчується зовнішнім отвором на його далекому від лобка кінці.

## Розвиток
Ембріональний та пренатальний розвиток чоловічої репродуктивної системи - це процес, під час якого репродуктивні органи ростуть, дозрівають та формуються. Він починається з однієї заплідненої яйцеклітини і завершується через 38 тижнів народженням дитини чоловічої статі. Це є частиною етапів статевої диференціації. Розвиток чоловічої репродуктивної системи збігається з сечовою системою. Їх розвиток також можна описати разом як розвиток сечових та репродуктивних органів.

### Статеве визначення

Людський каріотип, що показує 22 гомологічні аутосомні пари хромосом, як жіночу (XX), так і чоловічу (XY) версії двох статевих хромосом, а також мітохондріальний геном (внизу ліворуч).

Статева ідентичність визначається при заплідненні, коли генетична стать зиготи ініціалізується сперматозоїдом, що містить X або Y хромосому. Якщо цей сперматозоїд містить X-хромосому, вона поєднається з X хромосомою яйцеклітини, і розвинеться жіноча дитина. Сперматозоїд з Y-хромосомою призводить до комбінації XY, і розвинеться дитина чоловічої статі. Генетична стать визначає, чи стануть гонади яєчками чи яєчниками. У ембріоні, що розвивається, якщо розвиваються яєчка, вони вироблятимуть і секретуватимуть чоловічі статеві гормони під час пізнього ембріонального розвитку та спричинять розвиток вторинних статевих органів чоловіка.

### Інші ембріональні репродуктивні структури
Структури, що маскулінізуються секрецією яєчок:
- сечостатевий синус[3]
- статевий горбик
- сечостатеві складки
- клоакальна мембрана
- лабіоскротальні складки[4]

Передміхурова залоза походить від сечостатевого синусу, а інші ембріональні структури диференціюються у зовнішні статеві органи. За відсутності секреції яєчок формуються жіночі статеві органи.

### Зовнішні структури
На шостому тижні після зачаття диференціація зовнішніх статевих органів у чоловіків і жінок ще не відбулася. На восьмому тижні під час індиферентної стадії наявний чіткий фалос. До 10-12 тижня статеві органи стають виразно чоловічими або жіночими, розвиваючись зі своїх гомологічних структур. На 16-му тижні після зачаття статеві органи сформовані та чітко виражені.
Маскулінізація ембріональних репродуктивних структур відбувається внаслідок секреції тестостерону ембріональними яєчками. Однак тестостерон не є активним агентом всередині цих органів. Потрапивши в клітини-мішені, тестостерон перетворюється за допомогою ферменту 5α-редуктази в дигідротестостерон (ДГТ). ДГТ опосередковує андрогенний ефект у цих органах.

### Яєчка
На дев'ятому тижні диференціація чоловічих гонад і яєчок вже активно відбувається. Внутрішні зміни включають формування канальцевих сім'яних трубочок у сітці яєчка з первинного статевого тяжа. На зовнішній поверхні кожного яєчка розвивається фібромускулярний тяж, який називається губернакулум (gubernaculum). Ця структура прикріплюється до нижньої частини яєчка і простягається до лабіосакрального згину того ж боку. Водночас частина ембріональної мезонефричної протоки, прилегла до яєчка, прикріплюється, звивається і формує придаток яєчка. Інша частина мезонефричної протоки перетворюється на сім'явивідну протоку.
Сім'яні пухирці формуються з бічних виростів каудального кінця кожної мезонефричної протоки, передміхурова залоза виникає з ендодермального виросту сечостатевого синуса, цибулинно-уретральні залози розвиваються з виростів перетинчастої частини уретри.
Опускання яєчок до їх кінцевого розташування біля передньої черевної стінки супроводжується розвитком губернакулума, який згодом тягне і переміщує яєчко вниз у мошонку, що розвивається. Зрештою, прохід за яєчком закривається. Порушення цього процесу може спричинити непряму пахову грижу або дитячу гідроцеле. Яєчка опускаються в мошонку між шостим і 10-м тижнем. Порівняно з формуванням каналів і появою отворів у черевній стінці від тазової порожнини до мошонки, опускання не відбувається до приблизно 28-го тижня. Процес опускання яєчка недостатньо вивчений, але, здається, пов'язаний зі скороченням губернакулума. Він прикріплений до яєчка і простягається через пахвинний канал до стінки мошонки. Разом з яєчком він несе сім'явивідну протоку, яєчкові судини та нерви, частину черевного м'яза та лімфатичні судини. Усі ці структури залишаються прикріпленими до яєчка і формують так званий сім'яний канатик. До того часу, як яєчко опиняється в мошонці, губернакулум стає не більше ніж залишком рубцевої тканини.
Чоловічі статеві клітини, що утворюються в яєчках, здатні до особливих процесів репарації ДНК, які функціонують під час мейозу для відновлення пошкоджень ДНК та підтримки цілісності геному, що передається нащадкам. Ці процеси репарації ДНК включають гомологічну рекомбінацію та негомологічне з'єднання кінців.

### Статеве дозрівання
Під час статевого дозрівання підвищена секреція гонадотропінів стимулює збільшення утворення статевих стероїдів у яєчках. Збільшена секреція тестостерону яєчками під час статевого дозрівання викликає прояв чоловічих вторинних статевих ознак.
Вторинні статеві ознаки чоловіків включають:
- Ріст волосся на тілі, включаючи пахвове, на животі, волосся на грудях та лобкове волосся.[12][13]
- Ріст волосся на обличчі.[13]
- Збільшення гортані (кадик) та поглиблення голосу.[13][14]
- Збільшення зросту; дорослі чоловіки в середньому вищі за дорослих жінок.[13]
- Важчий череп та кісткова структура.[13]
- Збільшення маси та сили м'язів.[13]
- Розширення плечей та грудної клітки; плечі ширші за стегна.[15]
- Підвищена секреція сальних та потових залоз.[14]

Вторинний розвиток включає підвищену активність екринних потових залоз та сальних залоз, а також потемніння шкіри в мошонковій ділянці.

## Клінічне значення

### Хромосомні аномалії

Статеві хромосоми при XO-детермінації статі

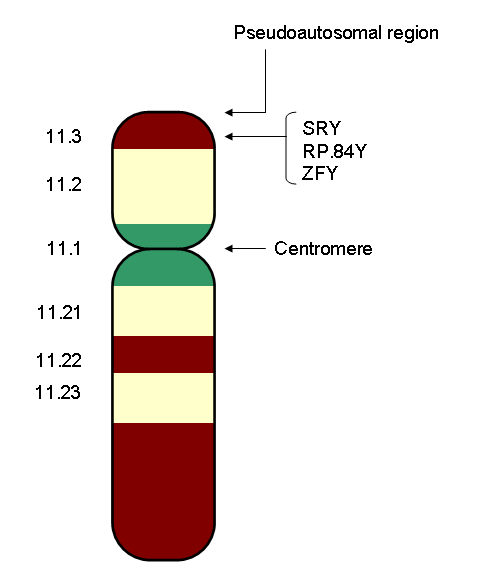
YChromShowingSRY2

Хромосомні аномалії можуть виникати під час запліднення, впливаючи на розвиток чоловічої репродуктивної системи. Генотип чоловіка складається з Y-хромосоми, яка поєднана з X-хромосомою. Жіноча стать визначається відсутністю Y-хромосоми. Деякі особи є чоловіками з XX-синдромом чоловіка та синдромом нечутливості до андрогенів. Це відбувається, коли одна з X-хромосом містить сегмент Y-хромосоми, який був вставлений у X-хромосому сперматозоїда батька. Рідко жінки народжуються з генотипом XY. У них відсутня та сама частина Y-хромосоми, яка була вставлена у хромосому XX-чоловіків. Ген, відповідальний за статеву диференціацію у людей, називається фактором, що визначає розвиток яєчок (TDF), розташований на короткому плечі Y-хромосоми. Наявність або відсутність Y-хромосоми визначає, чи будуть у ембріона яєчка або яєчники. Може виникати ненормальна кількість статевих хромосом (анеуплоїдія). Це включає синдром Тернера – наявність однієї X-хромосоми, синдром Клайнфельтера – наявність двох X-хромосом і однієї Y-хромосоми, синдром XYY та синдром XXYY. Інші менш поширені хромосомні набори включають: синдром потрійної X, 48, XXXX та 49, XXXXX. 

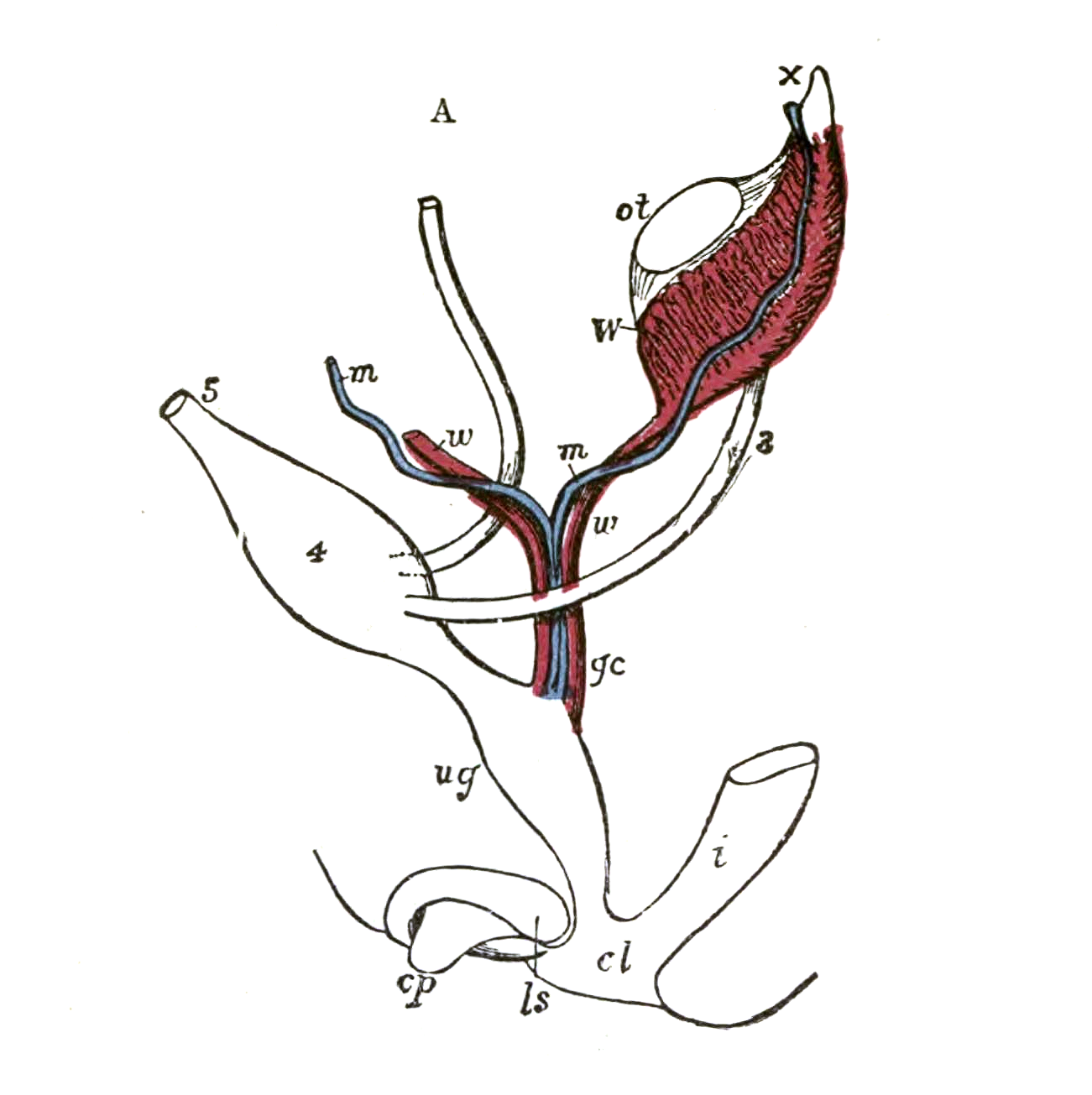
A.—Діаграма первинних урогенітальних органів із «Діаграм розвитку чоловічих та жіночих статевих органів із спільного типу»
- w, w. Правий і лівий вольфові канали.

Візуальні відмінності між чоловічими та жіночими репродуктивними органами спочатку не спостерігаються. Дозрівання продовжується, коли медіальна частина кожного мезонефроса росте, формуючи статеву гребінь. Статевий гребінь продовжує рости позаду розвиваючої перитонеальної мембрани. До шостого тижня утворюються стрічкоподібні клітинні скупчення, відомі як примітивні статеві канатики, у збільшуваній статевій гребіні. Зовні над клоакальною мембраною з'являється випинання, яке називається генітальним горбиком.

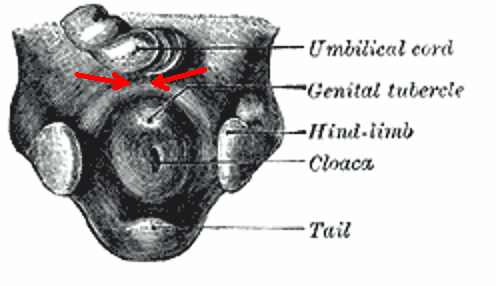
Мезодерма простягається до середньовентральної лінії.

Зовнішні відмінності не спостерігаються навіть до восьмого тижня ембріонального розвитку. Це так званий "індиферентний" етап, під час якого гонади відносно великі і мають зовнішню кору примітивних статевих канатиків і внутрішній мозковий шар.
На восьмому-дев'ятому тижні формуються та мігрують спеціалізовані первинні статеві клітини з жовткового мішка до ембріональних гонад. У дитини, що розвивається в чоловіка це сперматогонії. До семи тижнів після запліднення гонади мають потенціал стати або яєчками, або яєчниками. Репродуктивні органи обох статей походять із однакових ембріональних тканин і вважаються гомологічними тканинами або органами.

Тестостерон

Після того, як яєчка диференціюються, чоловічі статеві гормони, відомі як андрогени, секретуються інтерстиціальними клітинами (клітинами Лейдіга). Основним андрогеном, що секретується цими клітинами, є тестостерон, і його секреція починається через 8–10 тижнів після зачаття. Секреція тестостерону досягає піку на 12–14 тижні, а потім знижується до дуже низького рівня до кінця другого триместру (приблизно 21 тиждень). Рівень тестостерону ледве помітний у віці 4–6 місяців після народження. Високий рівень тестостерону не з'являється знову до періоду статевого дозрівання.
Внутрішні додаткові статеві органи розвиваються переважно з двох систем ембріональних проток. Чоловічі додаткові органи походять з мезонефричних (вольфових) проток. Розвиваючися трубочки в яєчках секретують поліпептидний мюллерівський інгібуючий фактор (MIF). MIF викликає регресію парамезонефричних проток через 60 днів після запліднення. Секреція тестостерону інтерстиціальними клітинами яєчок потім викликає зростання і розвиток мезонефричних проток у вторинні чоловічі статеві органи.
Мюллерівські протоки атрофуються, але залишки їхніх передніх кінців представлені придатком яєчка (гідатиди Морганьї у чоловіків), а їхні кінцеві злиті частини утворюють утрикулус на дні передміхурової уретри. Це обумовлено виробленням анти-мюллерово гормону клітинами Сертолі яєчок.